# Lemon Tree (del av en befolkad plats i Australien)
Lemon Tree är en del av en befolkad plats i Australien. Den ligger i kommunen Wyong Shire och delstaten New South Wales, i den sydöstra delen av landet, omkring 80 kilometer norr om delstatshuvudstaden Sydney.
Närmaste större samhälle är Gorokan, omkring 18 kilometer sydost om Lemon Tree. 
I omgivningarna runt Lemon Tree växer i huvudsak städsegrön lövskog. Runt Lemon Tree är det tätbefolkat, med 297 invånare per kvadratkilometer. Genomsnittlig årsnederbörd är 1 286 millimeter. Den regnigaste månaden är februari, med i genomsnitt 201 mm nederbörd, och den torraste är juli, med 36 mm nederbörd.